# Adhour Gouchnasp
Adhur Gouchnasp (ou Ader-Vechnasp pour les Arméniens, mort en 482) est un seigneur iranien du royaume sassanide de Perse et le quatrième marzbân d'Arménie, de 465 à 481.

## Biographie
Il est nommé marzbân d'Arménie par Péroz Ier, roi sassanide de la Perse, en remplacement d'Adhour Hordmidz.
Des années auparavant, en 458, une princesse Mamikonian, sainte Chouchanik, avait été assassinée par son mari le prince géorgien Varsken, qui venait de se convertir au mazdéisme, parce qu'elle refusait de se convertir et voulait rester chrétienne. Varsken entre ensuite en conflit avec le roi Vakhtang Ier Gorgasali, roi d'Ibérie. Péroz Ier envoie une armée pour ravager l'Ibérie et Vakhtang, pour se défendre, fait appel aux Huns et aux Arméniens. La révolte éclate alors en Arménie, sous la conduite de Vahan Mamikonian. Averti, Adhour Gouchnasp s'enfuit au château d'Ani, où il manque d'être surpris, et se réfugie à Artachat. Les insurgés nomment alors Sahak II Bagratouni comme marzban.
Lors des combats qui suivent, Adhour Gouchnasp est tué en 482 à la bataille d'Akori.